# Гилади, Исраэль
Исраэль Гилади (ивр. ישראליק גלעדי‎, известный также как Исрулик Гилади, первоначальная фамилия Бутельбройт; 1886, Калараш, Оргеевский уезд, Бессарабская губерния — 2 октября 1918, Кфар-Баг) — деятель еврейского поселенческого движения в Палестине, одна из ключевых фигур Второй алии.
Родился под именем Исрул Шмилевич Бутельбройт в Калараше, где вместе с Мендлом Портигейсом (впоследствии Португали) присоединился к рабочей партии Поалей Цион. После организации отрядов самообороны в Калараше во время еврейского погрома 23 октября 1905 года, вместе с братьями Мендлом и Яковом Портигейсами в попытке избежать ареста бежал из страны и в конце года прибыл в Палестину. В 1907 году вместе с М. Португали, И. Шохатом, А. Зайдом организовал подпольное военизированное общество Бар-Гиора (בר גיורא) для защиты еврейских поселений в стране.. В 1909 году принял участие в создании другой военизированной организации Ха-Шомер в Галилее. Входил в комитет руководства последней, состоящий помимо него из Мендла Португали и Исраэля Шохата (1886—1962, англ.).
В 1916 году был одним из основателей киббуца Кфар-Баг, который после его смерти от «испанки» в 1918 году был переименован в Кфар-Гилади. Его воспоминания «Диврей иемей ха-агудда» («История организации») были опубликованы в сборнике «Ковец ха-Шомер» («Сборник ха-Шомер», 1937). Воспоминания о нём оставила также его жена Кейла Гилади. Улица в Иерусалиме носит имя Гилади..

## Галерея
- Мендл Португали и Исрулик Гилади в Галилее (недоступная ссылка) (Widener Library, Harvard University)